# Albert Goblet d'Alviella
Albert Joseph Goblet d'Alviella, född 26 maj 1790, död 5 maj 1873, var en belgisk officer, politiker och greve, farfar till Eugène Goblet d'Alviella.
Goblet d'Alviella blev 1811 ingenjörofficer i franska armén, gick 1814 efter Napoleon I:s nederlag i nederländsk tjänst och anförtroddes ledningen av fästningsbyggnaderna vid franska gränsen. Vid belgiska upprorets utbrott 1830 utnämndes han av den provisoriska regeringen till generaldirektör för genikåren samt blev 1831 belgisk krigsminister och generalinspektör över fästningarna och genikåren. 
Åren 1832-1833 var han utrikesminister och fick i denna roll i maj 1833 till stånd konventionen med Frankrike och England, varigenom fientligheterna mellan Belgien och Nederländerna upphörde. Beroende på det sätt som det tidiga belgiska regeringsarbetet arrangerades, räknar vissa källor Goblet d'Alviella som premiärminister för perioderna 26 februari-23 mars 1831 och 20 oktober 1832-4 augusti 1834. Andra källor räknar Étienne de Gerlache som premiärminister för huvuddelen av den första perioden (1831) och  Charles Rogier för den andra (1832-1834).
Han blev senare belgiskt sändebud i Portugal och blev där som erkännande för de tjänster han gjort drottning Maria II upphöjd till greve av Alviella. År 1839 återvände Goblet d'Alviella till Bryssel och blev minister utan portfölj, var 1843-1845 åter utrikesminister och tillhörde till 1859 kammaren, där han slöt sig till liberala partiet. Som general tog han avsked 1854. Han utgav bland annat Mémoires historiques (2 band, 1864-1865).